# Jacques Neilson
Pour l’article homonyme, voir Neilson.
Jacques Neilson (Londres, 1714 - Paris, 1788) est un tapissier français.

## Biographie
Jacque Neilson est un tapissier de la Manufacture des Gobelins, chef d'atelier de basse-lisse entre 1749 et 1788.

## Galerie

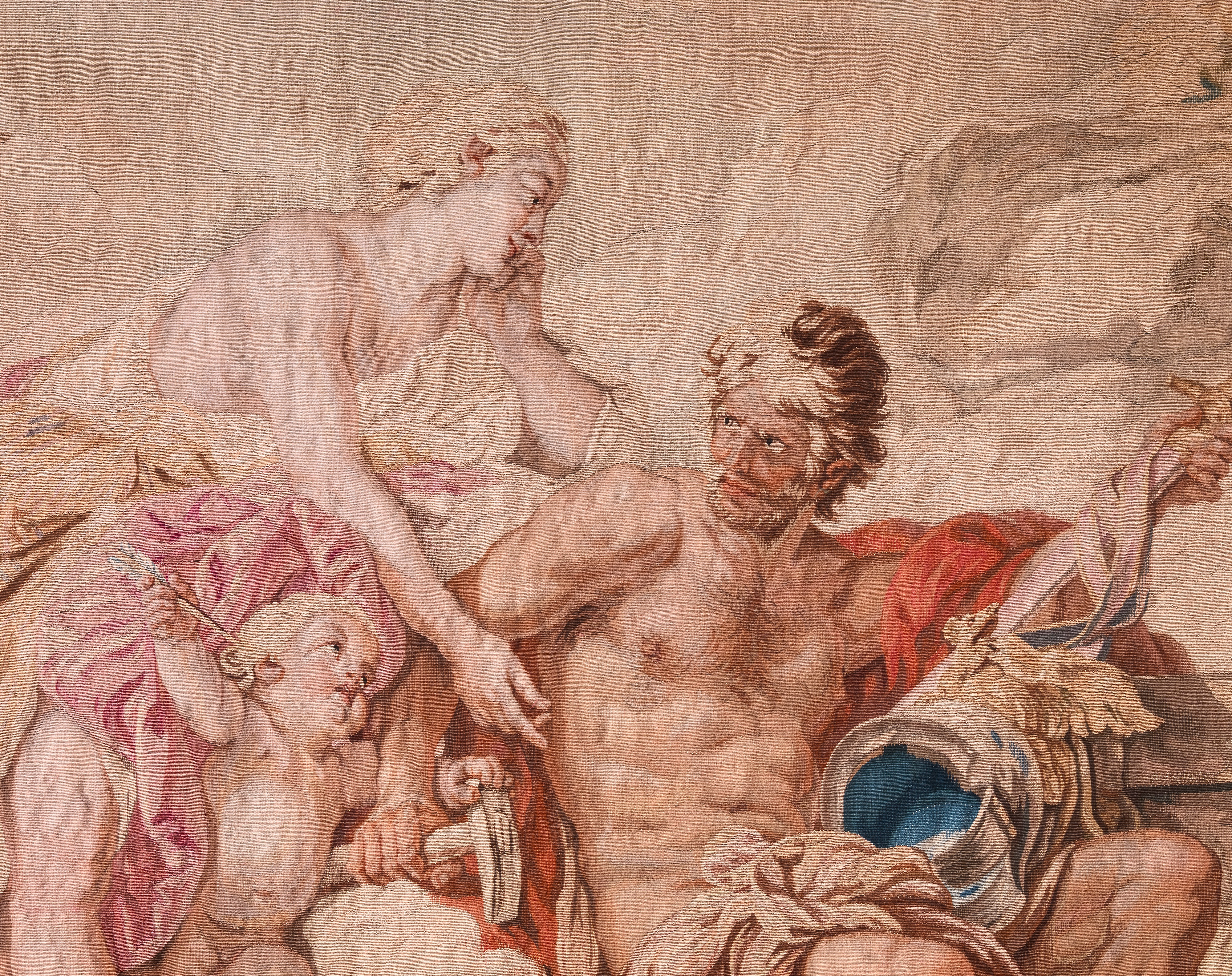
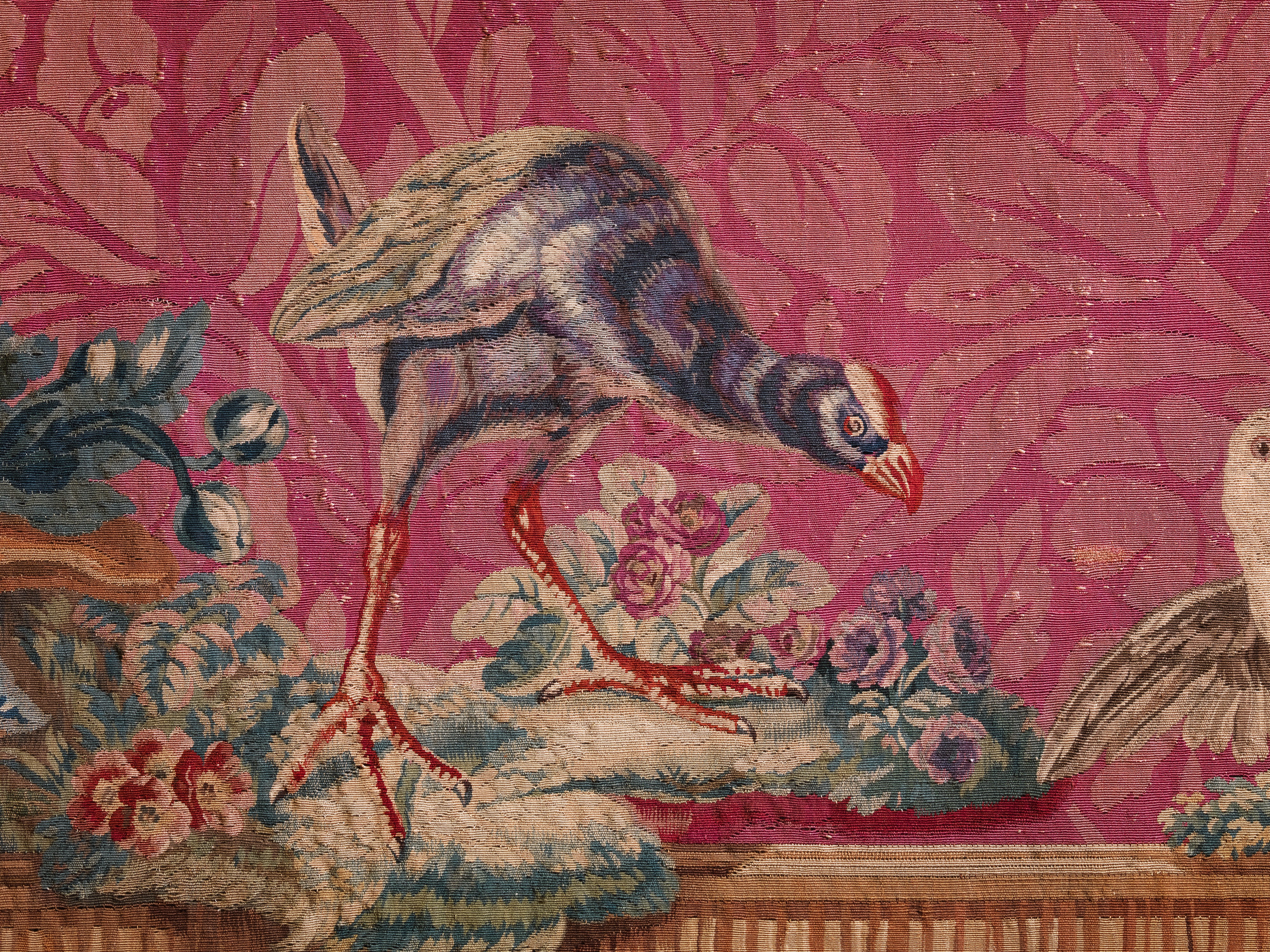
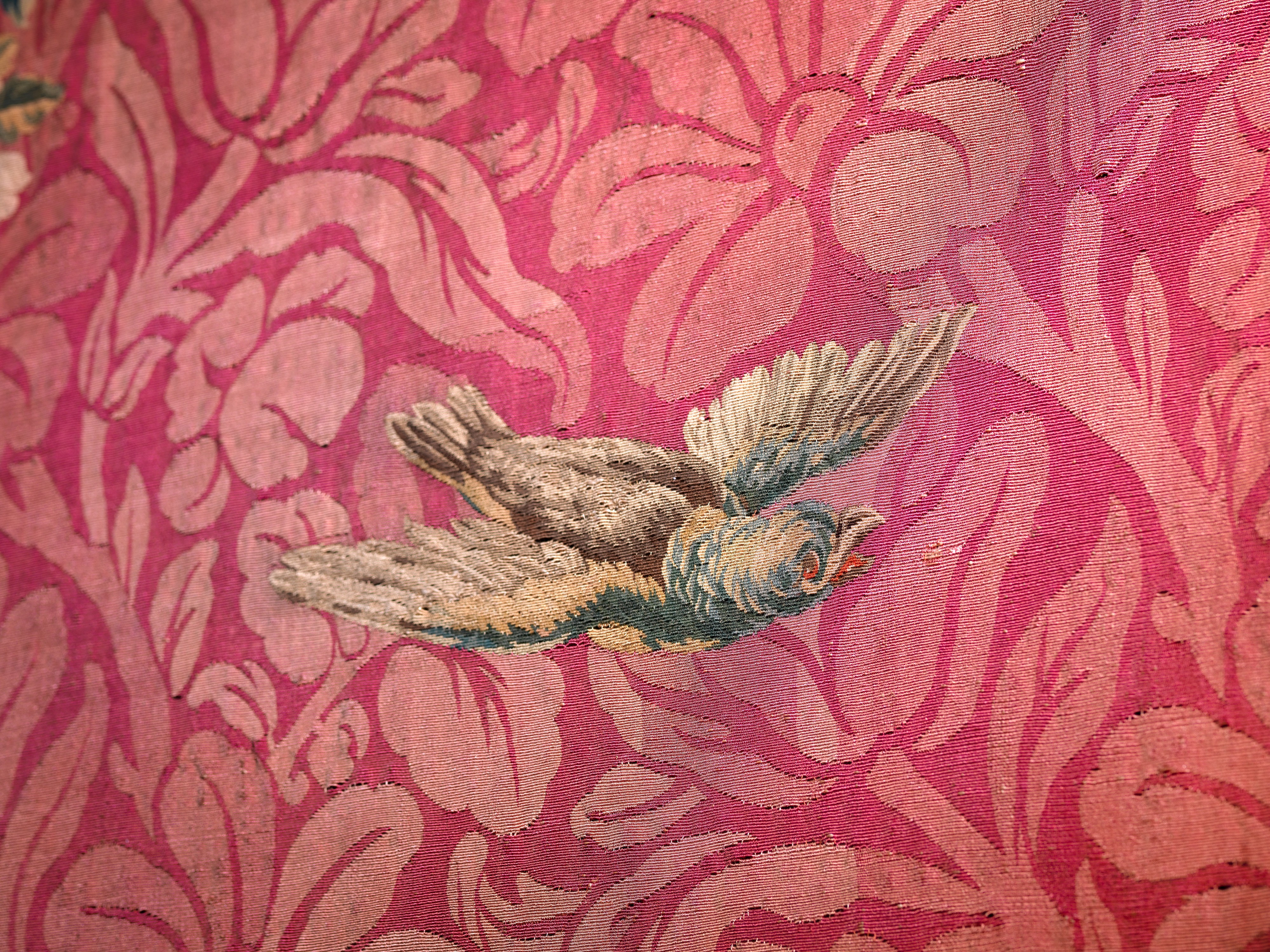
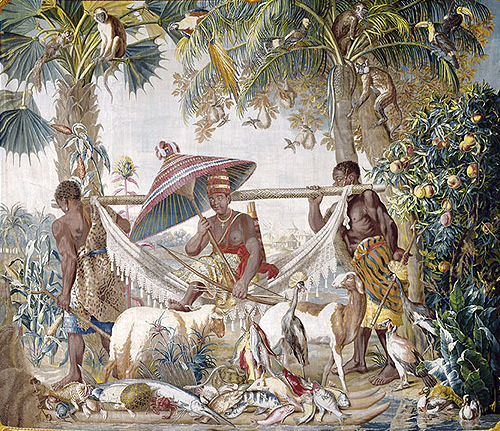

## Collections
- Manufacture des Gobelins
- Musée du Louvre[1]
- J. Paul Getty Museum
- Metropolitan Museum of Art
- Croome Court (en)